# Port lotniczy Tamczy
Międzynarodowy port lotniczy "Issyk-Kul" (ICAO: UAFL) – port lotniczy położony we wsi Tamczy, nad jeziorem Issyk-kul, w Kirgistanie, w obwodzie issykkulskim.